# Indolestes indicus
Indolestes indicus – gatunek ważki z rodziny pałątkowatych (Lestidae).